# Grünhorn
El Grünhorn (literalmente Cuerno verde) es una montaña en el macizo de los Alpes berneses en Suiza, tiene una altura de más de 4.000 m s. n. m.
El punto de partida para el ascenso es generalmente por el Grünegghorn y al sudoeste vía el refugio alpino de Konkordiahütte (2850 m), que se puede alcanzar desde Fiesch (1049 m).
El primer ascenso fue emprendido el 7 de agosto de 1865 por Peter Michel, Edmund von Fellenberg, Peter Egger y Peter Inäbnit.